# Alleuze
Alleuze (wym. [alœzə]) – miejscowość i gmina we Francji, w regionie Owernia-Rodan-Alpy, w departamencie Cantal. W 2013 roku populacja gminy wynosiła 214 mieszkańców. Przez gminę przepływa rzeka Truyère. 